# Niels A. Lassen
Niels Alexander Lassen (7. december 1926 – 30. april 1997) var en dansk nuklearmedicinlæge, neurolog og pioner inden for neuroradiologi, neuropsykiatri og nuklearmedicin. Han blev født og døde i København.
Lassen er blevet kaldt den største danske hjerneforsker siden Niels Steensen.

## Karriere
Hans far, H. C. A. Lassen, var professor ved Københavns Universitet, og Niels Lassen læste medicin samme sted, hvor han blev færdig i 1951. Sammen med sin kollega Ole Munck begyndte han i 1950'erne at bruge radionuklider til måling af blodcirkulation i hjernen, og i begyndelsen af 1960'erne sammen med David H. Ingvar fra Lund Universitet begyndte han at udvikle metoder til regionale målinger i hjernen med krypton-85 og xenon-133 isotoper. Disse studier blev opsummeret i en artikel i Scientific American i 1978.
Han var ansat på Bispebjerg Hospital fra 1958 til 1996. Fra 1963 etablerede og ledede han en afdeling i klinisk fysiologi. Han skrev 710 videnskabelige artikler publiceret fra 1954 og fremefter. Blandt de forskere, som han har vejledt er hjerneforskeren Peter Lund Madsen.
Han var gift med Edda Sveinsdottir, der var dataforsker, og som hjalp med at udvikle avanceret computerteknologi til billedskabelse af regionale målinger i hjerne.

## Hæder
Priser
- 1968 Novo Nordisk Prisen, uddelt af Novo Fonden.[6]
- 1977 Anders Jahreprisen
- 1997 Mogens Fog-prisen
- 1997 International Society for Cerebral Blood Flow and Metabolism (ISCBFM) Lifetime Achievement Award.[7]

Øvrig hæder
- 1978 Æresdoktor ved Lunds Universitet
- 1978 Medlem af Videnskabernes Sleskab[8]
- 1984 Æresdoktor ved Københavns Universitet
- 1984 Æresdoktor ved Université de Toulouse

### Niels Lassen Prisen
Siden 1999 er Niels Lassen Prisen blevet uddelt hvert andet år af International Society for Cerebral Blood Flow and Metabolism (ISCBFM) på Lassens fødesldag d. 7. december.
Modtagere inkluderer:
- 1999 - Matthias Endres, Mass. General Hospital, Harvard University, Boston, USA and the Exp. Neurology, Charite, Humboldt University, Berlin, Tyskland
- 2001 - Sylvain Doré, Departments of Anesthesiology/Critical Care Medicine and Neuroscience, Johns Hopkins School of Medicine, Baltimore, Maryland, USA
- 2002 - Peter Lund Madsen, hjerneforsker og videnskabsformidler. Sutdent under Lassen[12]
- 2003 - Fahmeed Hyder, Department of Diagnostic Radiology, Yale University, New Haven, CT, USA
- 2005 - Kirsten Caesar, Department of Medical Physiology, Københavns Universitet, København, Denmark
- 2007 - Kazuhiko Hayashi, Osaka University Graduate School of Medicine, Suita, Osaka, Japan
- 2009 - Alyson A. Miller, Monash University, Melbourne, Australien
- 2011 - Virginia Newcombe, University of Cambridge, Cambridge, Storbritannien
- 2013 - Peiying Li, Fudan University, Shanghai, Kina
- 2015 - Sjoerd Finnema, Yale University, New Haven, CT, USA
- 2017 - Wei Cai, University of Pittsburgh School of Medicine, Pittsburgh, PA, USA
- 2019 - Stefan Roth, University of Munich Medical Center, München, Tyskland
- 2021 - Alba Graystone, Vall d'Hebron Research Institute, Barcelona, Spanien